# 사쿠라노미야교

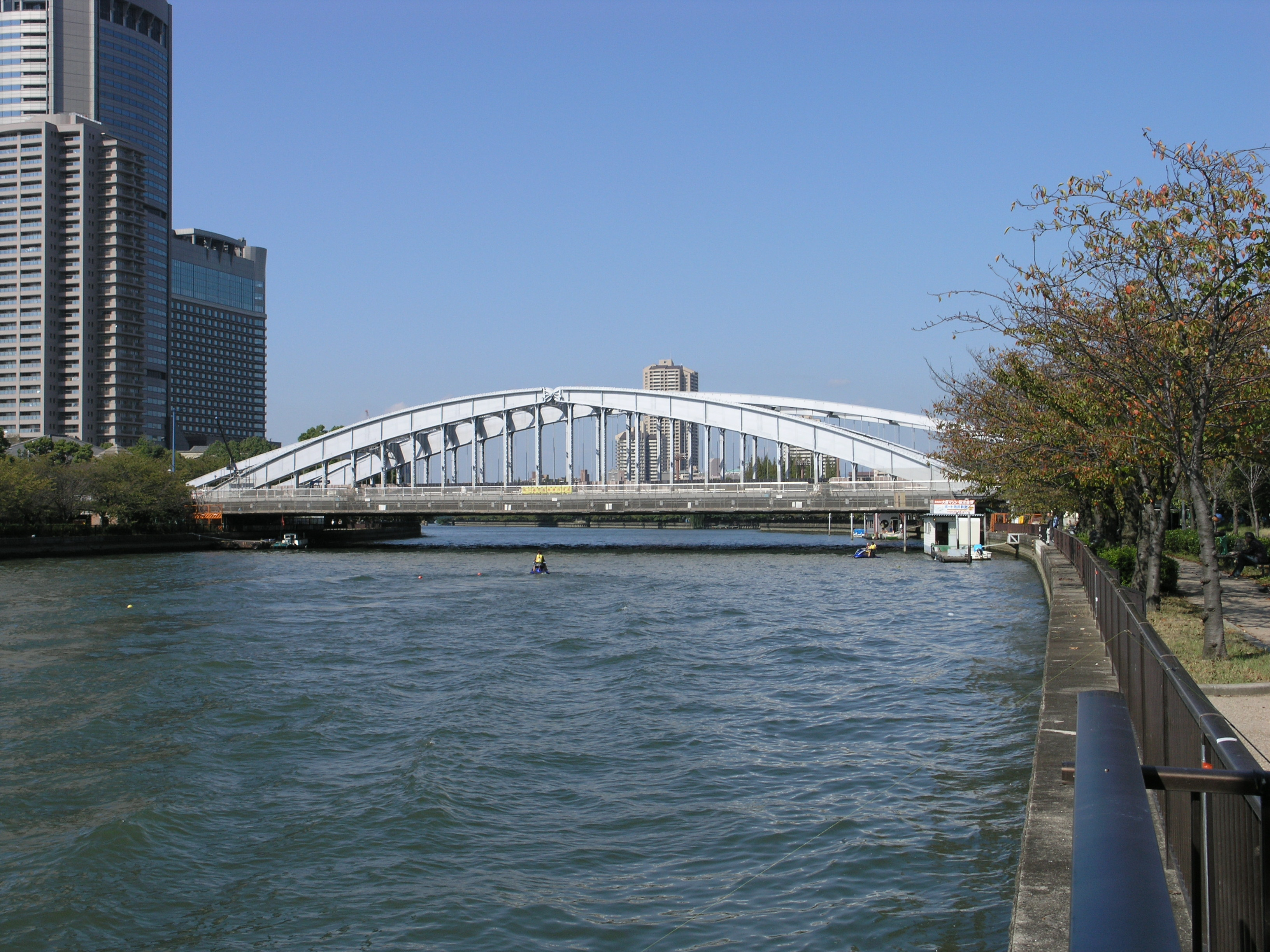
사쿠라노미야교（하류, 동측에서 촬영）

사쿠라노미야교(일본어: 桜宮橋)는 오사카시의 구 요도가와강(오강)에 있는 일본 국도 1호선의 다리이다. 오사카시 기타구 덴마 교 1쵸메와 미야코지마구 나카노 마을 1쵸메를 잇는다. 다리 색이 은색이라 긴 교(銀橋)라고도 불리며 이쪽 명칭이 더욱 더 유명하다. 설계자는 다케다 고이치
근처에는 오 강을 따라 사쿠라노미야 공원이 있다.
또한, 일본 국도 1호선의 확장 및 긴 교의 보수공사를 위해, 북측에 신 사쿠라노미야교 (新桜宮橋, 신 긴 교(新銀橋)）가 건설되었다. 신 긴 교는 안도 다다오가 설계하였고, 기존의 긴 교에 맞춘 디자인으로 되어 있다.

## 개요

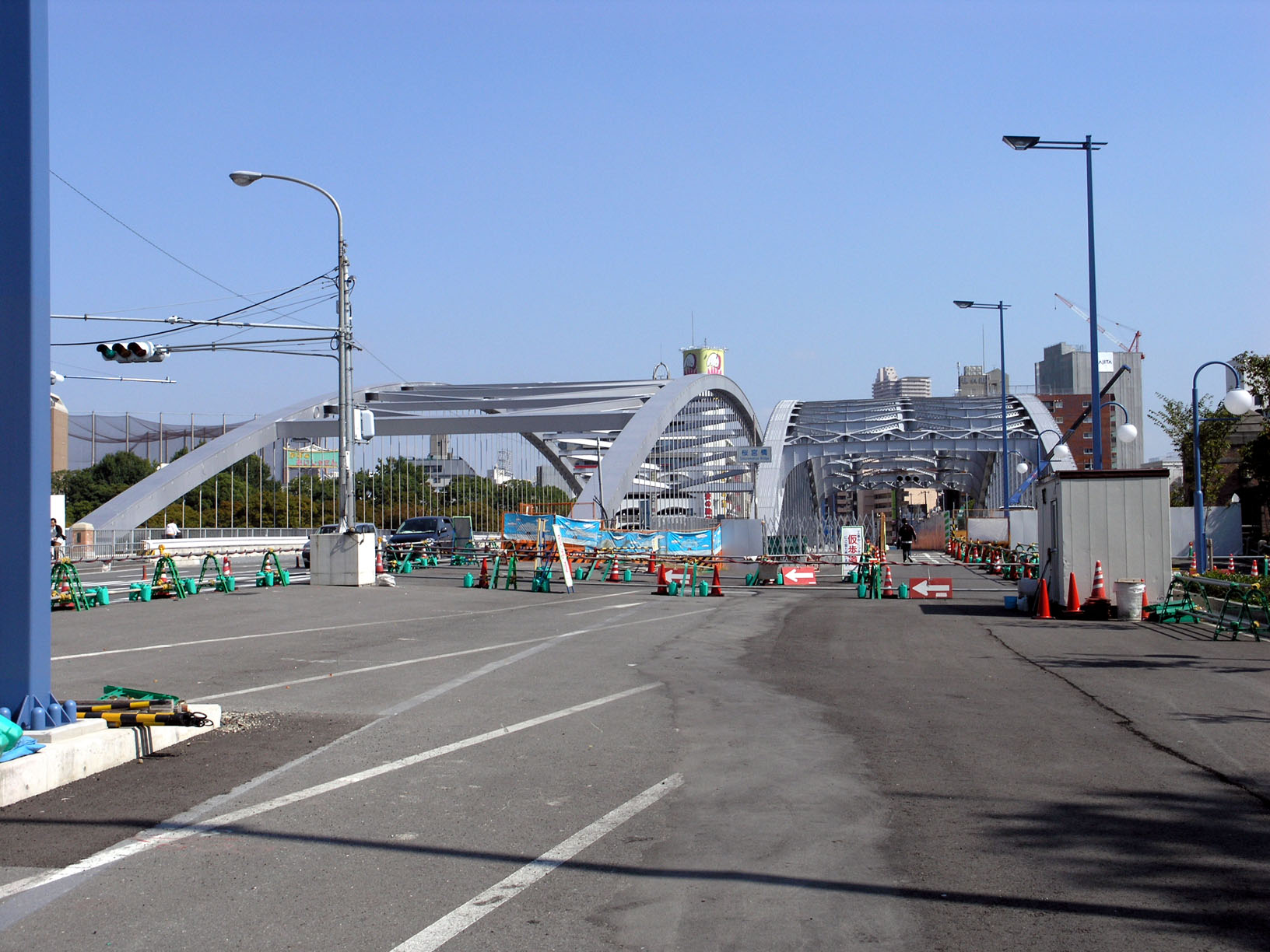
조폐국 정문 근처에서
（왼쪽：사쿠라노미야 신 교, 오른쪽：보수공사 중인 사쿠라노미야교）

### 사쿠라노미야교
현재의 다리는 오사카 시의 제1차 도시 계획 사업에 의거하여 건설 하였고, 1930년에 완성하였다.
이 장소는 원래 연약한 지반이라, 어느 정도의 부등침하를 보여 ‘3경첩 아치교’ 라고 불리는 구조를 채택하였다. 아치 부분의 기초에 길이 20m, 경 40cm의 철근 콘크리트 제의 페데스탈 말뚝이 한 쪽 교대(橋臺) 근처에 약 200자루가 박혀있다. 더욱 더 시공 전에는 지지(支持)력을 확인하는 실험까지 이루어졌다. 그럼에도 불구하고 건설할 때부터 상당한 기간이 지나, 수십 cm정도의 부등침하가 일어나, 지간이 수십cm정도 벌어져, 한번 기초부분의 대규모적인 보수가 행해졌다.
- 형식：강철 아치교（3경첩 아치）
- 다리 길이：108m
- 폭：22m

### 신 사쿠라노미야교
신 사쿠라노미야교는 2006년 12월 18일에 개통하였다. 이전의 다리보다 길이（아치 길이）가 길어지고, 사쿠라노미야교와 디자인을 맞추기 위해, 아치의 높이를 동등하게 한 관계에서 아치 라이즈 비율（높이/길이의 비율）이 줄어들었다. 구조상, 볼트 체결이 되지 않아, 전단면 용접구조로 되어있다. 현장용접이라 용접부분 주위에 방풍처리를 하는 등, 품질확보에 세심한 주의를 기울여 시공되었다.
형식은 로제 교이다.
- 형식：강철 아치（단순 로제 형식）
- 다리 길이：150m
- 폭：40m

## 교통
- 오사카 시 교통국 버스・긴테쓰 버스 「사쿠라노미야교」버스 역
- JR 도자이 선 오사카 성 기타즈메 역